# Vol Iran Air Tours 945
Le vol Iran Air Tours 945 est un vol de la compagnie aérienne Iran Air Tours qui s'est écrasé le 1er septembre 2006 sur l'aéroport international Shahid Hashemi Nejad de Machhad dans le nord-est de l'Iran.
L'appareil, un Tupolev Tu-154 de fabrication russe de la compagnie Iran Air Tours transportait 148 personnes, il reliait l'aéroport international de Bandar Abbas à Machhad.

## Circonstances de l'accident

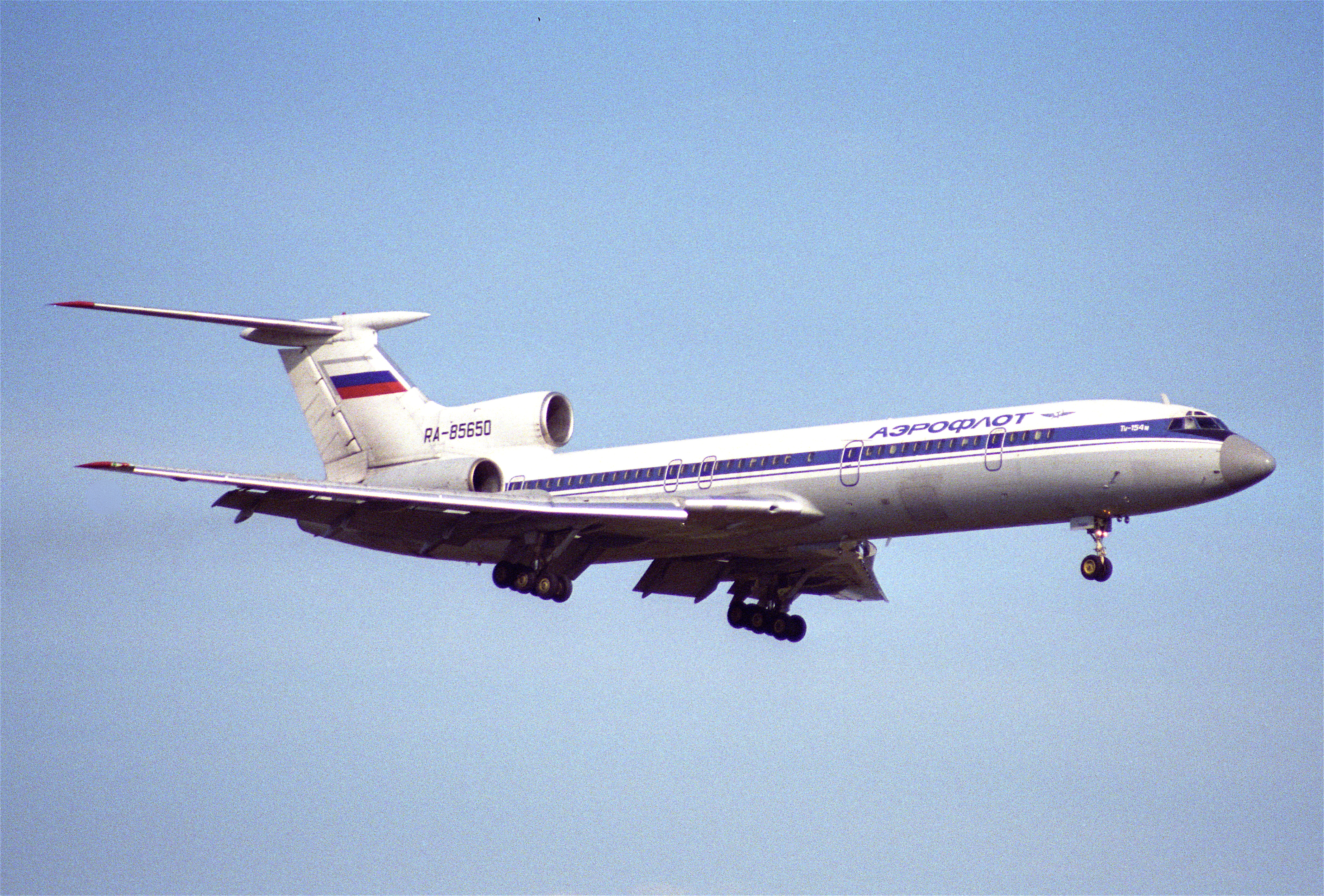
L'appareil impliqué dans l'accident, ici en 1997, alors qu'il est encore en service chez Aeroflot.

L'avion s'est enflammé à 13 heures 45 locales (10 heures 15 GMT), lorsque l'un de ses pneus a pris feu au moment de son atterrissage. L'appareil, s'est alors disloqué après avoir dévié de la piste et heurté des palissades.

## Bilan
Sur les 148 personnes à bord, 28 périssent dans l'accident.